# Liste des matériels de service du chemin de fer protégés aux monuments historiques
Cet article recense les matériels de service des chemins de fer classés ou inscrits aux monuments historiques.

## Méthodologie
La liste prend en compte les draisines, les chasse-neige, les wagons-grue classés ou inscrits au titre des monuments historiques. La date correspond à l'année de protection, la localisation à leur dernier emplacement connu, ou leur emplacement actuel.

## Draisines
| Commune                | Lieu                                     | Désignation                                                                  | Type                  | Protection | Date de protection | Base Palissy   | Image                      |
| ---------------------- | ---------------------------------------- | ---------------------------------------------------------------------------- | --------------------- | ---------- | ------------------ | -------------- | -------------------------- |
| Abreschviller          | Chemin de fer forestier d'Abreschviller  | Renault NN 1                                                                 | Draisine d'inspection | Classé     | 1995               | « PM57000568 » | Proposez une photo         |
| Saint-Jean-de-Linières | Association des amis du Petit Anjou      | Draisine à voie métrique SE no 4, construite par Billard en 1929             | Draisine d'inspection | Classé     | 2006               | « PM49001282 » | Proposez une photo         |
| Guîtres                | Train touristique de Guîtres à Marcenais | tricycle ferroviaire à bras, à voie normale, provenant de la SE Gironde      | Draisine d'inspection | Classé     | 1990               | « PM33000968 » | Image manquante Téléverser |
| Guîtres                | Marquèze                                 | tricycle ferroviaire à bras « kalamazoo », à voie normale, provenant des VFL | Draisine d'inspection | Classé     | 1990               | « PM40000216 » | Image manquante Téléverser |

## Chasse-neige
| Commune                          | Lieu              | Désignation                                                                                       | Type                 | Protection | Date de protection | Base Palissy   | Image                      |
| -------------------------------- | ----------------- | ------------------------------------------------------------------------------------------------- | -------------------- | ---------- | ------------------ | -------------- | -------------------------- |
| Mont-Louis (Pyrénées-Orientales) | Ligne de Cerdagne | Chasse-neige automoteur Z 202                                                                     | chasse-neige à soc   | Classé     | 1995               | « PM66001265 » | Proposez une photo         |
| Saint-Georges-de-Commiers        |                   | Chasse-neige rotatif Z 450, ex-Ligne de Saint-Gervais-les-Bains-Le Fayet à Vallorcine (frontière) | chasse-neige rotatif | Classé     | 1986               | « PM38000626 » | Image manquante Téléverser |

## Wagons-grue
| Commune         | Lieu                                                                   | Désignation                                                                              | Type             | Protection | Date de protection | Base Palissy   | Image                      |
| --------------- | ---------------------------------------------------------------------- | ---------------------------------------------------------------------------------------- | ---------------- | ---------- | ------------------ | -------------- | -------------------------- |
| Versailles      | Camp des Matelots, ancien site du 5e régiment du génie.                | Engin poseur de traverses de voies ferrées, dit Le Diplodocus                            | grue ferroviaire | Classé     | 2005               | « PM78001258 » | Proposez une photo         |
| Chirac-Bellevue |                                                                        | wagon-grue construit par la société Jules Weitz en 1911                                  | grue ferroviaire | Classée    | 1994               | « PM19000561 » | Proposez une photo         |
| Vigy            | Chemin de fer touristique de la vallée de la Canner                    | Grue à vapeur n°1 "Creusot", construite par Schneider en 1894                            | grue ferroviaire | Classée    | 1996               | « PM57000644 » | Image manquante Téléverser |
| Butry-sur-Oise  | Musée des tramways à vapeur et des chemins de fer secondaires français | Wagon-grue, ex-G22-1 PLM, ligne d'Orange à Buis-les-Baronnies, puis ligne de la Cerdagne | grue ferroviaire | Classée    | 2013               | « PM95001150 » | Proposez une photo         |
| Beillé          | Chemin de fer touristique de la Sarthe                                 | Wagon-grue no 1, du Chemin de fer Mamers - Saint-Calais, construit en 1869               | grue ferroviaire | Classée    | 1990               | « PM72001122 » | Image manquante Téléverser |
| Nîmes           | Musée du Chemin de Fer de Nîmes                                        | grue d'atelier no 10, ex-PLM, construite en 1868                                         | grue ferroviaire | Classée    | 2006               | « PM13001583 » | Image manquante Téléverser |